# Roland Barthes
Roland Barthes (Cherbourg, Normandië, 12 november 1915 - Parijs, 25 maart 1980) was een Frans literatuurcriticus en -theoreticus, semioticus en filosoof, beïnvloed door de semiotiek en het structuralisme. Zijn werk had grote invloed op het poststructuralisme.

## Levensloop

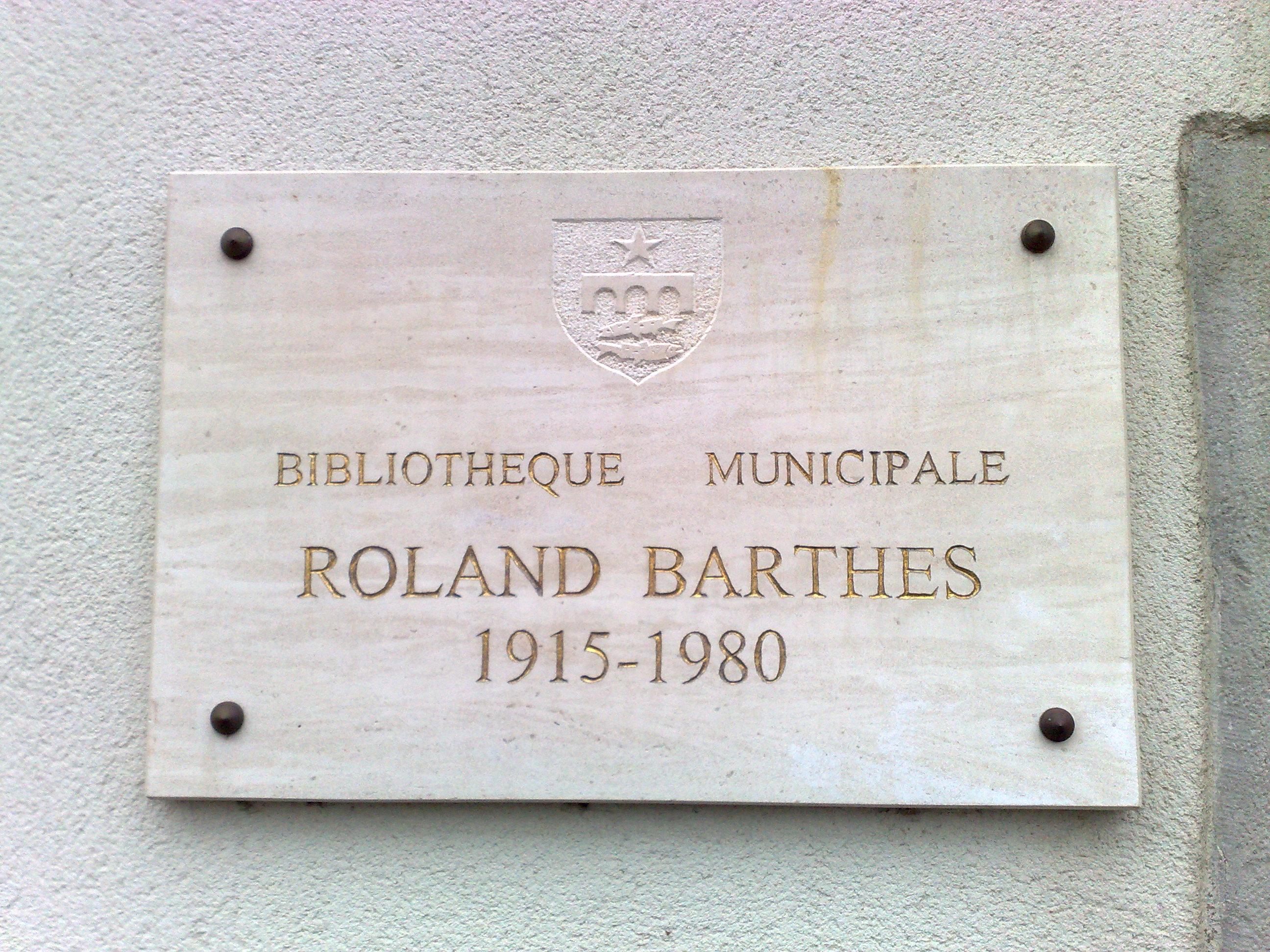
Herdenkplakkaat Roland Barthes bij de Roland Barthes Bibliotheque, (2011)

Zijn vader, Louis Barthes, was een marineofficier die stierf in een zeeslag toen Roland nog geen jaar oud was. Hij wordt opgevoed door zijn moeder Henriette en zijn grootouders in de stad Bayonne. Van zijn tante krijgt hij pianoles. Op zijn negende verhuist Barthes met zijn moeder naar Parijs.
Barthes studeert van '35 tot '39 klassieke letteren aan de Sorbonne. Gedurende deze periode kwakkelt hij met zijn gezondheid. Hij lijdt onder andere aan tuberculose en hij brengt een gedeelte van de oorlogsjaren door in sanatoria. Na een tijdje les te hebben gegeven aan middelbare scholen in Biarritz en Parijs verwerft hij hogere diploma's in de letteren, ontdekt de geschriften van auteurs als Jean-Paul Sartre, Karl Marx en Jules Michelet, en begint zelf te schrijven voor de linkse krant Combat. Zijn artikels zullen uitmonden in zijn eerste boek, Le Degré zéro de l'écriture (1953). Vervolgens reist hij naar Boekarest en Alexandrië om er les te geven aan de universiteiten. Bij zijn terugkeer in Frankrijk vindt hij een tijdelijke baan aan het Franse ministerie voor buitenlandse zaken. 
Barthes' academische en literaire carrière begint pas echt in 1953, wanneer hij onderzoeker wordt in de sociologie en lexicologie van het Centre National de la Recherche Scientifique (CNRS). In die jaren brengt hij verscheidene artikelen en boeken uit, die van grote invloed zijn op verscheidene literaire academici. Belangrijke werken zijn onder andere Mythologies uit 1957 en "La mort de l'auteur" uit 1968. Ook schrijft hij artikelen voor het literaire tijdschrift Tel Quel. In de jaren zestig raakt Barthes in een conflict verwikkeld met de Franse denker Raymond Picard. Eind jaren zestig geeft Barthes onder andere lezingen in Japan en de Verenigde Staten. In 1977 wordt hij hoogleraar aan het Collège de France. Datzelfde jaar overlijdt zijn moeder. In 1980 wordt zijn laatste boek uitgebracht, La Chambre claire. Dat jaar wordt hij aangereden door een bestelwagen. Hij raakt zwaargewond en overlijdt een maand later, op 64-jarige leeftijd.

## Werk en ideeën

### Mythologieën
In 1957 publiceert hij het boek Mythologies. Hierin analyseert hij, met behulp van de linguïstiek van Saussure, alledaagse beelden en producten uit de populaire cultuur (van het Frankrijk van de jaren vijftig), waaronder wijn, kapsels van Romeinen in Hollywoodfilms, biefstuk met friet, worstelaars, de Citroën DS en nieuwsfotografie. De Citroën DS bijvoorbeeld wordt in advertenties niet alleen getoond als een snelle manier van voortbewegen, zoals alle andere auto's, maar als een goddelijke plek, die tevens zeer huiselijk is. Aan de eerste betekenis, de denotatie (een Citroën is een auto), wordt dus een tweede betekenis, de connotatie (een Citroën is goddelijk en huiselijk), gegeven. Als men de afkorting DS uitspreekt, zegt men tegelijk déesse, Frans voor godin. Een ander bekend voorbeeld is een voorpagina van het Franse tijdschrift Paris Match uit 1955. De eerste betekenis van deze voorpagina is "zwarte soldaat salueert naar de Franse vlag". De tweede betekenis is een "positief beeld van het Franse imperialisme, waarbij alle onderdanen, ook die uit de koloniën, trouw zijn aan Frankrijk".
Met deze analyse laat Barthes zien dat cultuuruitingen verborgen betekenissen hebben en dat deze door een structuralistische analyse kunnen worden blootgelegd. Deze verborgen betekenissen, die vaak als natuurlijk worden beschouwd, zijn geconstrueerd en vastgelegd door de dominante burgerlijke ideologie. De tweede betekenis is de plek waar volgens Barthes "mythes" worden geproduceerd. Mythes leggen volgens hem vast wat als "normaal" en "universeel", natuurlijk, vanzelfsprekend wordt beschouwd, terwijl dit eigenlijk cultureel en historisch bepaald is, en dus willekeurig, en niet natuurlijk of vanzelfsprekend. Barthes stelt zichzelf tot doel deze vanzelfsprekendheden als mythes te ontmaskeren, en zo kritiek te geven op de bourgeoisie.
In later werk gaat Barthes verder op dit idee. Hij stelt dat het betekenisgeven eveneens afhankelijk is van de plaats van de tekst of de cultuuruiting, en kan verschillen per lezer. Als de foto van de zwarte soldaat stond afgebeeld op de voorpagina van een socialistisch tijdschrift, dat kritisch staat tegenover het Franse imperialisme, zou de betekenis eerder een ironische zijn. En door een socialistische lezer zou de voorpagina van Paris Match eerder gelezen worden als een wanhoopspoging om de schijn op te houden dan als een daadwerkelijke bevestiging van de positieve kanten van het imperialisme. De context, de verwachtingen van de lezer en de bijgeleverde tekst zijn van invloed op de uiteindelijke lezing.
Barthes onderscheidt drie mogelijke lezingen: 1) als "symbool", (de omslag van "Paris Match" als symbool voor het Franse imperialisme), 2) als "alibi" (de socialistische lezing als excuus, wanhopige poging), en 3) de lezing van de "lezer van mythes". Voor de "lezer van mythes" is de saluerende zwarte soldaat het Franse imperialisme, het bewijs dat het imperialisme werkt. Er kan tevens een vierde lezing worden onderscheiden, namelijk de lezing van Barthes zelf, de "structurele beschrijving".
Met de publicatie van zijn Oeuvres complètes verschenen nog enkele nieuwe mythologieën in boekvorm.

### De dood van de auteur
In 1968 publiceert Barthes een ander bekend werk, het essay "La mort de l'Auteur", waarin hij de auteur doodverklaart. Hiermee bedoelt hij dat de auteur van een tekst niet de betekenissen in een tekst legt die een lezer uit de tekst haalt, maar dat de lezer zelf betekenissen aan de tekst geeft en zelfs voortdurend verschillende betekenissen vindt (La naissance du lecteur doit se payer de la mort de l'Auteur). De autoriteit van één auteur zou betekenen dat een tekst slechts één interpretatie kent, maar er zijn meerdere interpretaties mogelijk. De tekst ontstaat zelfs pas tijdens het lezen van de tekst. Door de auteur dood te verklaren, kan de lezer worden bevrijd van een eenzijdige interpretatie. Dit essay heeft voor een ommekeer in de media- en literatuurwetenschappen gezorgd, van de aandacht voor de auteur achter een werk naar de aandacht voor de lezer, en wordt beschouwd als een van de eerste post-structuralistische werken.

### S/Z
In het boek S/Z uit 1970 geeft hij een post-structuralistische analyse van het korte verhaal Sarrasine van Balzac. Hierin gaat hij op zoek naar de codes in een tekst die samen de betekenis van een tekst vormen. Hij deelt het verhaal in in 561 fragmenten, die hij lexia's noemt, en ontdekt vijf codes die door het verhaal zijn verweven (de proairetische, de hermeneutische, de seme, de symbolische en de referentiële of culturele). Deze vijf codes kunnen door verschillende mensen op verschillende manieren worden gelezen, en bepalen zo de betekenis(sen) van een tekst voor een persoon. Deze codes kunnen tegenstrijdige betekenissen leveren voor één persoon, ze kunnen overlappen en elkaar kruisen. Een interpretatie wordt voor een post-structuralist als Barthes het begrijpen dat een tekst tegenstrijdig kan zijn, en meerdere betekenissen kan hebben.
Deze vijf codes zijn:
- de prohairetische code (naar prohairesis, een term van Aristoteles). De prohairetische code bepaalt de narratieve structuur en slaat op acties, die het verhaal op gang brengen. Een lexia die op deze code slaat, wordt door Barthes in S/Z aangegeven met ACT.
- de hermeneutische code. De hermeneutische code roept enigma's, vragen op. Ieder enigma heeft een thema en een oplossing. De code duikt vaker op in het verhaal: om dit enigma te herinneren, mogelijke antwoorden te geven en uiteindelijk naar een antwoord te leiden (of de vraag blijft in het gehele verhaal onbeantwoord). Ook onderscheidt Barthes meerdere manieren waarop de oplossing van een enigma wordt uitgesteld. Als alle, of de overheersende enigma's zijn opgelost, is het verhaal afgelopen. Barthes geeft deze code aan met de afkorting HER.
- De seme. De seme is het gebruik van de connotatieve betekenis van een bepaald voorwerp, beschrijving van eigenschappen, personage of plaats. "Groot feest" en "landgoed" zijn bijvoorbeeld semes voor rijkdom, "lange wimpers" en "rondingen" voor vrouwelijkheid. Semes geven de illusie dat een al bestaande realiteit wordt gereproduceerd. Barthes geeft deze code aan met de afkorting SEM.
- De symbolische code. De symbolische code geeft het "organiseren van ervaringen" door middel van antitheses (tegenstellingen) aan en geeft de plaats aan van personages e.d. binnen deze antitheses. De symbolische code gaat dus ook over ambiguïteit, hoe meerdere tegenstellingen kunnen samenkomen en elkaar afwisselen. Deze code wordt aangegeven met SYM.
- De culturele of referentiële code. Deze code staat voor de referenties die een tekst maakt naar een bepaald kennisgebied. Deze code verleent de tekst een morele of wetenschappelijke basis en is afhankelijk van de voorkennis van een lezer. Deze code wordt aangegeven met de letters REF.

Barthes maakt ook onderscheid tussen "readerly" en "writerly texts". "Readerly texts" laten een enkele betekenis overheersen, waardoor dus de lezer niet meer dan de lezer is, terwijl writerly texts meerdere betekenissen mogelijk maken, en de lezer dus ook de schrijver van de tekst kan worden. Hij stelt dat er geen absoluut onderscheid te maken valt tussen deze twee teksten. Ook "readerly texts" kunnen tot op een zekere hoogte op meerdere manieren te lezen zijn. Analyse van de vijf codes kan deze andere lezingen blootleggen.

## Wetenswaardig
Medio 2010 raakte bekend dat Barthes' halfbroer, Michel Salzedo, de archieven schenkt aan de Bibliothèque Nationale de France. Barthes' archief was voorheen in bewaring bij het Institut mémoires de l'édition comtemporaine (IMEC).